# Stanley Lord
Stanley Lord, född 13 september 1877, död 24 januari 1962, var kapten ombord på SS Californian, ett fartyg som befann sig i närheten av RMS Titanic den natten då hon sjönk den 15 april 1912. Han var den som fick mottaga mest anklagelser vid de båda sjöförhören angående Titanics förlisning, då man hävdade att Californian befann sig närmare fartyget än vad som tidigare angetts, vilket man menade gjorde att kapten Lord kunde ha agerat annorlunda för att förhindra fler förluster av människoliv.

## Bakgrund
Stanley Lord började sin utbildning till sjöss när han var 13 år, ombord på barken Naiad, i mars 1891]. Han fick senare sin andrestyrmansgrad och tjänstgjorde som andrestyrman på barken Lurlei.
I februari 1901 vid en ålder av 23 fick Lord kaptens grad. Han tillträdde sin tjänst i West India and Pacific Steam Navigation Company 1897. Företaget övertogs av Leyland Line i 1900, och Lord fick fortsatt tjänst i det nya bolaget, och fick sitt första befäl 1906.